# 沢木敬介
沢木 敬介（さわき けいすけ、1975年4月12日 - ）は、日本の元ラグビー選手、ラグビー指導者。
ラグビー日本代表の要職やサントリーサンゴリアス監督など歴任。2019年12月から スーパーラグビーの日本チーム、サンウルブズのコーチング・コーディネーターに就任。2020年から5シーズンにわたり、横浜キヤノンイーグルス監督を務めた。

## 来歴
秋田県男鹿市に生まれる。秋田経済法科大学附属高校（現・ノースアジア大学明桜高等学校） を経て、日本大学文理学部史学科に進む。
1998年、サントリー（現・サントリーホールディングス）に入社。
サントリーサンゴリアス選手時代にはスタンドオフ、センタースリークォーターバック (CTB) として活躍、全国社会人ラグビーフットボール大会優勝2回、日本ラグビーフットボール選手権大会優勝2回に貢献する。日本代表として7キャップ。
2007年  現役を引退し、2011年度シーズンまでサントリーサンゴリアスのBKコーチを務め、2012年より同チームのヘッドコーチに就任。
2013年にU20日本代表監督ヘッドコーチに就任し、チャンピオンシップ昇格を果たす。
2014年  日本代表コーチング・コーディネーター就任。ラグビーワールドカップ2015では南アフリカ戦勝利になど同大会の代表チーム大躍進に大きく貢献
2016年  サントリーサンゴリアス監督に就任。前年度9位のチームをトップリーグ、日本選手権2冠に導いた。2018年には2年連続で2冠を達成している。
2020年、キヤノンイーグルス監督に就任。
2023年、チーム初のプレーオフ進出へ導く。5月19日に行われた3位決定戦において、東京サントリーサンゴリアスに26-20で勝利した。
2025年5月、横浜キヤノンイーグルスの監督を退任。